# Női 200 méteres pillangóúszás az 1974-es úszó-Európa-bajnokságon
Az 1974-es úszó-Európa-bajnokságon a női 200 méteres pillangóúszás versenyeit augusztus 25-én rendezték. A versenyszámban 24-en indultak. A győztes az NDK-beli Rosemarie Kother lett. A magyar induló Kaczander Ágnes a 13., Kiss Éva a 15. helyen végzett.

## Rekordok
|            | Név              | Nemzet | Idő     | Helyszín | Dátum               |
| ---------- | ---------------- | ------ | ------- | -------- | ------------------- |
| Világcsúcs | Rosemarie Kother | NDK    | 2:13,76 | Belgrád  | 1973. szeptember 9. |

A versenyen új rekord született:
| Európa-bajnoki csúcs | selejtező | Anne-Kathrin Leucht | NDK | 2:19,74 | Bécs, Ausztria | augusztus 25. |
| Európa-bajnoki csúcs | selejtező | Rosemarie Kother    | NDK | 2:15,49 | Bécs, Ausztria | augusztus 25. |
| Európa-bajnoki csúcs | selejtező | Rosemarie Kother    | NDK | 2:14,45 | Bécs, Ausztria | augusztus 25. |

## Eredmények
A rövidítések jelentése a következő:
| - Q: továbbjutás időeredmény alapján - ECR: Európa-bajnoki rekord | - WR: világ rekord - ER: Európa-rekord | - NR: országos rekord |

### Selejtezők
| Helyezés | Futam | Név                  | Nemzet             | Idő     | Megj.  |
| -------- | ----- | -------------------- | ------------------ | ------- | ------ |
| 1        | 4     | Rosemarie Kother     | NDK                | 2:15,49 | Q, ECR |
| 2        | 2     | Anne-Kathrin Leucht  | NDK                | 2:19,74 | Q, ECR |
| 3        | 2     | Barbara Schwarzfeldt | NSZK               | 2:20,93 | Q      |
| 4        | 1     | Yolanda Aggenbach    | Hollandia          | 2:22,05 | Q      |
| 5        | 1     | Alekszandra Meerzon  | Szovjetunió        | 2:22,37 | Q      |
| 6        | 3     | Eva-Lotta Kihlberg   | Svédország         | 2:22,81 | Q      |
| 7        | 3     | Natalja Popova       | Szovjetunió        | 2:23,40 | Q      |
| 8        | 2     | Debbie Simpson       | Egyesült Királyság | 2:23,41 | Q      |
| 9        | 4     | Marina Corsi         | Olaszország        | 2:23,60 |        |
| 10       | 1     | Donatella Schiavon   | Olaszország        | 2:23,77 |        |
| 10       | 3     | Beate Jasch          | NSZK               | 2:23,77 |        |
| 12       | 4     | José Damen           | Hollandia          | 2:24,28 |        |
| 13       | 3     | Kaczander Ágnes      | Magyarország       | 2:24,29 |        |
| 14       | 4     | Joanne Atkinson      | Egyesült Királyság | 2:25,67 |        |
| 15       | 4     | Kiss Éva             | Magyarország       | 2:26,04 |        |
| 16       | 2     | Gunilla Anderson     | Svédország         | 2:26,18 |        |
| 17       | 2     | Eva Sigg             | Finnország         | 2:28,77 |        |
| 18       | 3     | Martine Verbreyt     | Belgium            | 2:30,26 |        |
| 19       | 1     | Eva Majnarić         | Jugoszlávia        | 2:31,68 |        |
| 20       | 4     | Grethe Nielsen       | Dánia              | 2:33,40 |        |
| 21       | 3     | Þórunn Alfreðsdóttir | Izland             | 2:33,97 |        |
| 22       | 1     | Corinne Frisque      | Belgium            | 2:34,77 |        |
| 23       | 4     | Małgorzata Wieczorek | Lengyelország      | 2:36,74 |        |
| 24       | 2     | Birgit Rasmussen     | Dánia              | 2:37,15 |        |

### Döntő
| Helyezés | Név                  | Nemzet             | Idő     | Megj. |
| -------- | -------------------- | ------------------ | ------- | ----- |
|          | Rosemarie Kother     | NDK                | 2:14,45 | ECR   |
|          | Anne-Kathrin Leucht  | NDK                | 2:18,45 |       |
|          | Barbara Schwarzfeldt | NSZK               | 2:19,71 |       |
| 4        | Yolanda Aggenbach    | Hollandia          | 2:20,62 |       |
| 5        | Natalja Popova       | Szovjetunió        | 2:20,74 |       |
| 6        | Alekszandra Meerzon  | Szovjetunió        | 2:21,65 |       |
| 7        | Debbie Simpson       | Egyesült Királyság | 2:22,79 |       |
| 8        | Eva-Lotta Kihlberg   | Svédország         | 2:23,06 |       |